# Neocalvinisme
Het neocalvinisme is een stroming binnen de gereformeerde variant van het Nederlandse protestantisme.
Theologen als Abraham Kuyper en Herman Bavinck probeerden aan het einde van de negentiende eeuw het traditionele gereformeerde geloof in lijn te brengen met de behoeftes van de moderne tijd. Om dat te bereiken werden talrijke kerkelijke en maatschappelijke organisaties opgericht zoals de ARP en de Vrije Universiteit. Binnen deze beweging zijn de Gereformeerde Kerken in Nederland en later de Gereformeerde Kerken vrijgemaakt ontstaan. De invloed van het neocalvinisme op kerk en samenleving in Nederland is groot geweest, met name doordat de samenleving, als reactie op de neocalvinistische initiatieven, een verzuilde structuur kreeg. 
Het gedachtegoed van de beweging verspreidde zich ook internationaal, vooral in Noord-Amerika en Zuid-Afrika, waar zich veel Nederlandse emigranten vestigden.